# Chocolate Starfish and the Hot Dog Flavored Water
A Chocolate Starfish and the Hot Dog Flavored Water a Limp Bizkit amerikai rockegyüttes harmadik stúdióalbuma, mely egyben a legsikeresebb is. 2000. október 17-én jelent meg, az első héten pedig több, mint 1 millió példány kelt el belőle (ami rekordnak számít a maga nemében, hiszen rocklemezből azelőtt még sosem adtak el ennyit egy hét leforgása alatt!). Az albumból a kiadása pillanatától kezdve mostanáig szintén figyelemreméltó mennyiség, azaz, körülbelül 12 millió példány fogyott.
Szerepel az 1001 lemez, amit hallanod kell, mielőtt meghalsz című könyvben.

## Az albumról
A cím (jelentése miatt) hagy maga után elég cenzúrázni valót. Wes Borland szerint az első fele, a Chocolate Starfish (Csoki tengeri csillag, szlengben pedig segglyuk) Fred gúnyneve, és ez az album két számában is kiderül: a Livin' It Upban Fred azt mondja: „The chocolate starfish is my man Fred Durst” a Hot Dogban pedig: „Kiss my starfish, my chocolate starfish, punk”. Mindkét szám jelentése metafora ebből a szempontból, mely tisztán érthető.
Az album címének második fele, a Hot Dog Flavored Water (Hot dog ízű víz) kifejezés azonban Wes fejéből pattant ki, mikor a turné idején meglátott az üzletben néhány tojást, s ebből viccet kerekített. A borító maga egy hot dog mezőt ábrázol, rajta az együttes tagjainak karikatúráival; ez állítólag utalás az anális szexre.
Az albumon teret kap néhány nagy tehetségű vendégénekes: Xzibit rapje a Getcha Groove On számot erősíti; a Hold Onban a Stone Temple Pilots frontembere, Scott Weiland énekel Freddel; az album utolsó előtti számában pedig egy négyes rappeli végig a Rollin' remixét, azaz a banda frontembere DMX-szel, Method Mannel és Redmannel kiegészülve szövegel; a színész Ben Stiller beszéde és nevetése az Outróban pedig már csak a hab a tortán.

## Érdekességek
A My Way című szám volt a WWF Wrestlemania pankrációs mérkőzéssorozat nyitó dala 2001-ben, míg a Rollin' Undertakernek, a legendás pankrátornak a bevonulózenéje lett; ezenkívül az utóbbi számot felhasználták a WWF Smackdown! nevű playstationjátékban is.
Az album további érdekessége, hogy a második dalban, a Hot Dogban, a "fuck" szó 48 alkalommal hangzik el. Ugyanebben a dalban található egy refrén a Nine Inch Nails hírhedt Closer című slágeréből, melyet Fred teljes egészében átemelt a Hot Dogba. Annak ellenére, hogy ebben az időszakban konfliktusban állt a két banda frontembere, Trent Reznor megengedte a hangminta (sample) használatát. Durst szavaival élve: "ez nem támadás a részemről, hanem tisztelgés", bár ezt a média a mai napig gyakran félreértelmezi.

## Kislemezek, videóklipek
Az albumról a következő zeneszámok jelentek meg videón, illetve kislemezen időrendi sorrendben:
- Take A Look Around
- My Generation
- Rollin' (Air Raid Vehicle)
- My Way
- Boiler

## Az album dalai
|     | Cím                             | Hossz |
| --- | ------------------------------- | ----- |
| 1.  | Intro                           | 1:18  |
| 2.  | Hot Dog                         | 3:50  |
| 3.  | My Generation                   | 3:41  |
| 4.  | Full Nelson                     | 4:07  |
| 5.  | My Way                          | 4:32  |
| 6.  | Rollin' (Air Raid Vehicle)      | 3:33  |
| 7.  | Livin' It Up                    | 4:24  |
| 8.  | The One                         | 5:43  |
| 9.  | Getcha Groove On                | 4:29  |
| 10. | Take a Look Around              | 5:21  |
| 11. | It'll Be Ok                     | 5:06  |
| 12. | Boiler                          | 7:00  |
| 13. | Hold On                         | 5:47  |
| 14. | Rollin' (Urban Assault Vehicle) | 6:22  |
| 15. | Outro                           | 9:49  |

## Közreműködők

### Limp Bizkit
- Sam Rivers – basszusgitár
- Fred Durst – ének
- DJ Lethal – lemezlejátszó, sample-ök, billentyűk, programozás
- John Otto – dob
- Wes Borland – gitár

### További közreműködők
- Scott Borland – billentyűk
- DMX, Rob Dyrdek, Stephan Jenkins, Ben Stiller, Mark Wahlberg, Scott Weiland, Xzibit, Method Man, Redman – ének, szöveg, rap